# Rasmus Bartholin
Rasmus Bartholin (łac. Erasmus Bartholinus; ur. 13 sierpnia 1625 w Roskilde, zm. 4 listopada 1698 w Kopenhadze) – duński naukowiec i lekarz.

## Życiorys
Był synem znanego fizyka i kopenhaskiego profesora Caspara Bartholina (starszego) i jego żony Anny Fincke. Studiował najpierw w Kopenhadze, potem podróżował 10 lat po Europie, znalazł się w Padwie i w 1654 uzyskał tam dyplom doktora medycyny. Po powrocie został profesorem na Uniwersytecie Kopenhaskim, najpierw geometrii, później także medycyny. Napisał kilka głośnych dzieł, z których największą sławę przyniosło mu Experimenta crystalli islandici disdiaclastici (1669), opis pierwszego poznanego materiału podwójnie załamującego światło. Był młodszym bratem Tomasza Bartolina. Syn Rasmusa, Johan Frederik (1665–1708), też był profesorem.
Rasmus Bartholin jest szczególnie pamiętany za odkrycie dwójłomności w krysztale szpatu islandzkiego (kalcytu). Opublikował opis tego zjawiska, ale ponieważ fizyczna natura światła nie była jeszcze wtedy rozumiana, nie był w stanie go wytłumaczyć. Dopiero kiedy Thomas Young zaproponował teorię o falowej naturze światła, stało się to możliwe.
Bartholin był przypuszczalnie pierwszym, który opisał objawy zespołu Pataua w literaturze medycznej.